# Otoczka mierzalna
Otoczka mierzalna – dla danego podzbioru przestrzeni z miarą, zbiór mierzalny, który jest w pewnym sensie od niego niewiele większy. Otoczka mierzalna (o ile istnieje) nie jest wyznaczona jednoznacznie (tzn. jest wyznaczona z dokładnością do zbioru miary zero). Otoczką mierzalną zbioru mierzalnego jest on sam oraz każdy inny zbiór mierzalny różniący się z nim o zbiór miary zero. Czasami używa się również pojęcia dualnego do pojęci otoczki mierzalnej, tzw. jądra mierzalnego.

## Definicja
Niech {\displaystyle (\Omega ,{\mathcal {A}},\mu )} będzie przestrzenią z miarą oraz niech {\displaystyle \mu ^{*}(A)=\inf\{\mu (B)\colon \,B\in {\mathcal {A}},\,A\subseteq B\}} dla dowolnego {\displaystyle A\subseteq \Omega .}
Zbiór {\displaystyle B\in {\mathcal {A}}} nazywany jest
- otoczką mierzalną zbioru {\displaystyle A\subseteq \Omega ,} gdy {\displaystyle A\subseteq B} oraz dla każdego zbioru {\displaystyle C\in {\mathcal {A}}}

{\displaystyle \mu (B\cap C)=\mu ^{*}(A\cap C)}
- jądrem mierzalnym zbioru {\displaystyle A\subseteq \Omega ,} gdy {\displaystyle B\subseteq A} oraz dla każdego zbioru {\displaystyle C\in {\mathcal {A}}}

{\displaystyle \mu (B\cap C)=\mu ^{*}(A\cap C)}
Zbiór {\displaystyle A\subseteq \Omega } ma otoczkę mierzalną wtedy i tylko wtedy, gdy ma jądro mierzalne.

## Własności
- Jeżeli {\displaystyle A\subseteq \Omega } oraz {\displaystyle A\subseteq B,\,B\in {\mathcal {A}},} to {\displaystyle B} jest otoczką mierzalną zbioru {\displaystyle A} wtedy i tylko wtedy, gdy dla każdego takiego zbioru {\displaystyle F\subseteq B\setminus A,} że {\displaystyle F\in {\mathcal {A}}} mamy {\displaystyle \mu (F)=0.}
- Jeżeli {\displaystyle A\subseteq \Omega } oraz {\displaystyle A\subseteq B,\,B\in {\mathcal {A}}} i {\displaystyle \mu (B)<\infty ,} to {\displaystyle B} jest otoczką mierzalną zbioru {\displaystyle A} wtedy i tylko wtedy, gdy

{\displaystyle \mu ^{*}(A)=\mu (E).}
- Jeżeli {\displaystyle B} jest otoczką mierzalną zbioru {\displaystyle A} oraz {\displaystyle H\in {\mathcal {A}},} to {\displaystyle B\cap H} jest otoczką mierzalną zbioru {\displaystyle A\cap H.}
- Jeżeli dla każdej liczby naturalnej n zbiór {\displaystyle B_{n}} jest otoczką mierzalną zbioru {\displaystyle A_{n},} to {\displaystyle \bigcup _{n<\omega }B_{n}} jest otoczką mierzalną {\displaystyle \bigcup _{n<\omega }A_{n}.}
- Jeżeli {\displaystyle \mu } jest miarą σ-skończoną, to każdy zbiór {\displaystyle A\subseteq \Omega } ma otoczkę mierzalną. W szczególności, każdy podzbiór przestrzenią euklidesową (z miarą Lebesgue’a) ma otoczkę mierzalną.
- Jeżeli {\displaystyle \mu } jest miarą σ-skończoną oraz {\displaystyle {\mathcal {N}}} jest ideałem zbiorów miary zero w {\displaystyle \Omega ,} to ilorazowa algebra Boole’a {\displaystyle {\mathcal {P}}(\Omega )/{\mathcal {N}}} jest monadyczną algebrą Boole’a z operacją {\displaystyle \exists a=a^{*},} gdzie {\displaystyle a^{*}} jest klasą abstrakcji dowolnej otoczki mierzalnej dowolnego reprezentanta klasy {\displaystyle a.}